# E.L. Doctorow
Edgar Lawrence Doctorow (New York, 6 januari 1931 – aldaar, 21 juli 2015) was een Amerikaanse schrijver. Hij is vooral bekend als schrijver van maatschappijkritische, historische romans. Hij werd bekend met The Book of Daniel in 1971 en met Ragtime (1975, over Evelyn Nesbit). Sinds 2006 bekleedde hij de Glucksman leerstoel van de Amerikaanse letteren van de Universiteit van New York. Zijn persoonlijke documenten worden bewaard door de Fales Library van die universiteit. Zijn werk verschijnt wereldwijd in dertig talen.

## Levensloop
Doctorow groeide op in het New Yorkse stadsdeel The Bronx, als zoon van tweedegeneratie-Amerikanen van Russisch-Joodse afkomst. Na de middelbare school te hebben voltooid aan de Bronx High School of Science ging hij studeren aan Kenyon College. Daar studeerde hij met lof af in 1952, waarna hij zijn studie vervolgde aan Columbia University totdat hij opgeroepen werd voor militaire dienst en naar Duitsland werd uitgezonden. Zijn eerste baan was bij Columbia Pictures. In het begin van de jaren 60 werd hij redacteur bij de New American Library. Van 1964 tot 1969 werkte hij als hoofdredacteur voor Dial Press.
Doctorow overleed op 21 juli 2015 op 84-jarige leeftijd op Manhattan.

## Prijzen en nominaties
Prijzen
- 1975 National Book Critics Circle Award for fiction voor Ragtime
- 1975 Arts and Letters Award voor Ragtime
- 1986 National Book Award voor World's Fair
- 1990 PEN/Faulkner Award voor Billy Bathgate
- 2005 National Book Critics Circle Award for fiction voor The March
- 2006 PEN/Faulkner Award voor The March

Nominaties
- 1971 Nominatie National Book Award voor the Book of Daniel
- 1980 Nominatie National Book Award voor Loon Lake
- 1990 Finalist voor de Pulitzer-prijs voor Billy Bathgate
- 2005 Nominatie National Book Award voor The March
- 2006 Finalist voor de Pulitzer-prijs voor The March

## Verfilmingen
- 1967 Welcome to Hard Times
- 1981 Ragtime
- 1991 Billy Bathgate

- Bibsys: 90057298
- Biblioteca Nacional de España: XX1163617
- Bibliothèque nationale de France: cb11900295x (data)
- Catàleg d'autoritats de noms i títols de Catalunya: 981058517682706706
- CiNii: DA00410669
- Digitale Bibliotheek voor de Nederlandse Letteren: doct004
- Gemeinsame Normdatei: 118838466
- International Standard Name Identifier: 0000 0001 2121 3919
- Library of Congress Control Number: n79021656
- Nationale Bibliotheek van Letland: 000004024
- MusicBrainz: 4284b47b-cdb4-49f4-8e9f-a5177e1e45e7
- Bibliotheek van het Japanse parlement: 00465658
- Nationale Bibliotheek van Tsjechië: jn19990001804
- Nationale bibliotheek van Australië: 36172152
- Nationale Bibliotheek van Israël: 987007260435105171
- Nationale Bibliotheek van Polen: a0000002641979
- Nationale en Universitaire bibliotheek Zagreb: 000005125
- Nederlandse Thesaurus van Auteursnamen: 068970838
- Istituto Centrale per il Catalogo Unico: CFIV017813
- LIBRIS: 183897
- SNAC: w64n9xkt
- Système universitaire de documentation: 028145895
- Trove: 1223756
- Virtual International Authority File: 14768905
- WorldCat: E39PBJhH7jJPc6MdfBQBMqdqQq